# José Maria Rabelo
José Maria Rabelo (Campos Gerais, 1928 - 29 de dezembro de 2021, Minas Gerais) foi jornalista.

## Biografia
José Maria Rabelo, nasceu em Campos Gerais, Minas Gerais, em 1928, teve que se exilar no Chile e em seguida para a França devido a ditadura militar.
Abril uma rede de livrarias tanto no Chile, quanto na França.
Em 1979, voltou ao Brasil, passando a assumir o semanário do O Pasquim.
Foi presidente do PDT mineiro e também atuou como presidente do Banco do Estado do Rio de Janeiro, no governo de Leonel Brizola.
Faleceu em Minas Gerais em 2021.

## Fundador
Ao lado do jornalista Euro Luiz Arantes, foi fundador do jornal Binômio, semanário fundado no ano de 1952 que funcionou de modo meteórico até o ano de 1964, quando foi empastelado logo no primeiro dia daquele período de ditadura militar.

## Livros
- Binômio – O Jornal Que Virou Minas de Cabeça Para Baixo;
- Diáspora - Os Longos Caminhos do Exílio;
- Residência Provisória  (Poesias);
- Belo Horizonte do Arraial à Metropole - 300 Anos de História;[12]
- Cores e Luzes de Belo Horizonte